# Kościół Odkupiciela w Rudzie Śląskiej
Kościół Odkupiciela w Rudzie Śląskiej – kościół ewangelicko-augsburski w Rudzie Śląskiej. Wybudowany został w 1902 roku według projektu architekta Feliksa Henry’ego z Wrocławia. Sąsiadował ze świątynią katolicką i żydowską.

## Galeria

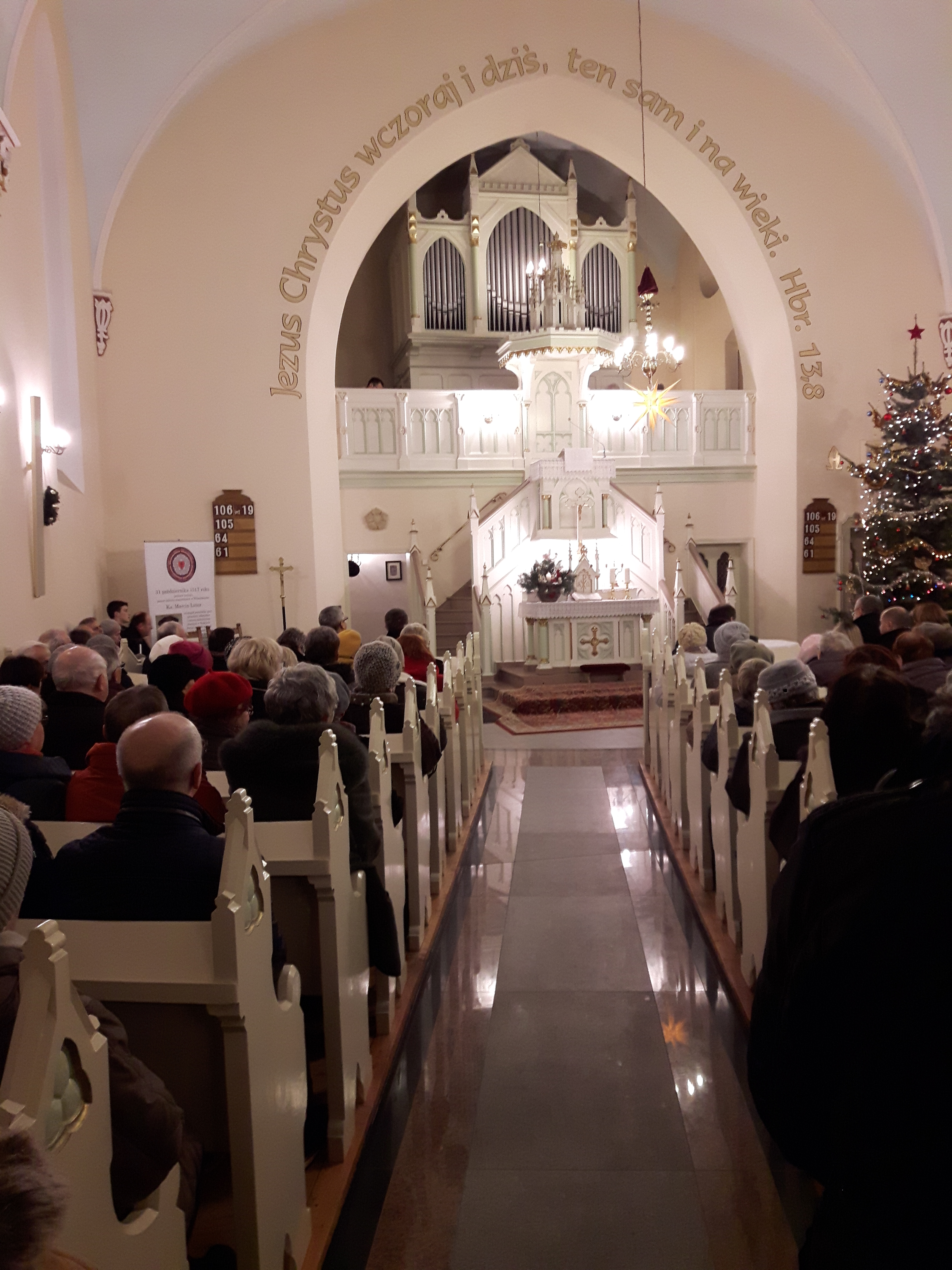
Wnętrze kościoła